# Загайник (Нижньосілезьке воєводство)
Заґайник (пол. Zagajnik, нім. Haidewaldau in der Oberlausitz) — село в Польщі, у гміні Новогродзець Болеславецького повіту Нижньосілезького воєводства.
Населення — 188 осіб (2011).
У 1975-1998 роках село належало до Єленьогурського воєводства.

## Демографія
Демографічна структура станом на 31 березня 2011 року:
|          | Загалом | Допрацездатний вік | Працездатний вік | Постпрацездатний вік |
| -------- | ------- | ------------------ | ---------------- | -------------------- |
| Чоловіки | 97      | 22                 | 65               | 10                   |
| Жінки    | 91      | 15                 | 54               | 22                   |
| Разом    | 188     | 37                 | 119              | 32                   |